# Fægtemester
Fægtemester er en film instrueret af Simon Lereng Wilmont.

## Handling
Vi følger den 10-årige Ruben gennem en hel fægtesæson. Ruben elsker at fægte, og han er en af de bedste i sin aldersgruppe. Ruben forbereder sig til et stort internationalt mesterskab, som han skal til for første gang – et mesterskab, der betyder alt for ham at vinde. For første gang skal Ruben møde modstandere fra de store fægtenationer Frankrig og Italien. Modstandere, som er både ældre, større og mere rutinerede, så han er nødt til at give alt, hvad han har i sig, hvis han skal have en chance for at vinde.